# Pirque Estero Seco Airport
Pirque Estero Seco Airport är en flygplats i Chile.   Den ligger i provinsen Provincia de Cordillera och regionen Región Metropolitana de Santiago, i den södra delen av landet, 30 km söder om huvudstaden Santiago de Chile. Pirque Estero Seco Airport ligger 765 meter över havet.
Terrängen runt Pirque Estero Seco Airport är bergig åt sydost, men åt nordväst är den kuperad. Runt Pirque Estero Seco Airport är det mycket glesbefolkat, med 2 invånare per kvadratkilometer.. Närmaste större samhälle är Puente Alto, 15,0 km norr om Pirque Estero Seco Airport. 
Trakten runt Pirque Estero Seco Airport består i huvudsak av gräsmarker.